# Ulica 28. října w Pradze
28. října (pol. 28 października) – ulica na Starym Mieście w Pradze, łącząca skrzyżowanie ulic Jungmannovej, Národní i Perlovej z placem Wacława. Nazwa upamiętnia dzień 28 października 1918 r., w którym powstała Pierwsza Republika Czechosłowacka. Na ulicy znajdują się trzy wejścia na stację metra Můstek. Na narożniku z ulicą Na Můstku wznosi się czteropiętrowa barokowa kamienica sięgająca swoją historią drugiej połowy XIV wieku: jest to najstarszy budynek na placu Wacława.

## Przebieg
W średniowieczu w pobliżu ulicy znajdowały się mury i fosa. Po zburzeniu murów w XIX wieku powstała ulica Ovocná (pol. Owocowa). Obecną nazwę ulicy nadano w XX wieku.

## Ważniejsze obiekty
- Pałac ARA – 28. října 1, Perlová 5
- Dom u Pařížana – 28. října 3
- Dom U Tří bílých beránků – 28. října 11[2]
- hotel Prague Inn – 28. října 15[3]
- Dom U Zlatého úlu – narożnik ulicy 28. října i Na Můstku 12